# Maren R. Niehoff
Maren Ruth Niehoff, auch Maren Ruth Niehoff-Rosenthal (hebräisch מארן רות ניהוף) (geb. 16. April 1963 in Mülheim) ist eine deutsch-israelische Historikerin, Judaistin, Religionswissenschaftlerin und Literaturwissenschaftlerin. Sie ist Hochschullehrerin an der Hebräischen Universität Jerusalem, wo sie u. a. Jüdische Philosophie der Antike lehrt.

## Leben und Wirken
Maren Niehoff ist die Tochter von Ulla und Gerd Niehoff. In Mülheim besuchte sie das Otto-Pankok-Gymnasium. Niehoff beschloss ihre schulische Ausbildung von 1980 bis 1982 am United World College of the  Atlantic in St Donat’s Castle (Wales), wo sie durch die Förderung der Studienstiftung des deutschen Volkes ihr International Baccalaureate erwarb. Es folgten Auslands- und Inlandsstudienaufenthalte, in denen sie die Fächer Judaistik, Literatur und Philosophie studierte, so von 1982 bis 1983 an der „Rothberg School“ der Hebräischen Universität Jerusalem. 1983/1984 absolvierte sie ihre Zwischenprüfung an der Freien Universität Berlin, um von 1984 bis 1985 am „Department of Jewish Thought“ der Hebräischen Universität ihre Kenntnisse zu vertiefen. Von 1985 bis 1987 absolvierte sie ein Magisterstudium an der University of Oxford und schloss 1989 ein Promotionsstudium bei Géza Vermes ab.
Anschließend folgte bis 1991 ein Postdoc-Studium, Society of Fellows an der Harvard University. Im Jahre 1993 verlegte sie ihren Lebensmittelpunkt dauerhaft nach Israel. Dort setzte sie ihre akademische Tätigkeit in Forschung und Lehre an der Hebräischen Universität in Jerusalem fort, zunächst als Externe und von 2003 bis 2011 als Senior Lecturer, bis 2014 als Associate Professor und schließlich ab 2014 als ordentliche Professorin („Max Cooper Professorin“) im „Department of Jewish Thought“. Im akademischen Jahr 2017 leitete sie mit Ishay Rosen-Zvi eine Forschungsgruppe am „Israel Institute for Advanced Studies“, die sich mit „Constructions of the Self in Ancient Mediterranean Cultures“ beschäftigte.
Ein Forschungsschwerpunkt Niehoffs gilt der Person und den Leistungen des antiken Philosophen Philon von Alexandria sowie der Dynamik im Verhältnis zwischen den Anhängern des Judentums, des Christentums und des Polytheismus in der Spätantike. Ebenso sind Fragen zum Hellenismus und frühen Christentum für ihre wissenschaftliche Arbeit bedeutsam.
Maren Niehoff war in den Jahren 2019/2020 die erste Inhaberin der „Martin Hengel Fellowship“ der „Philipp-Melanchthon-Stiftung“ an der Evangelisch-Theologischen Fakultät der Universität Tübingen. Sie hält Gastvorlesungen u. a. in den Vereinigten Staaten von Amerika, England, Italien und Deutschland. Niehoff veröffentlicht in Englisch, Hebräisch, Deutsch und Französisch.
Maren Niehoff ist mit Udi Rosenthal verheiratet. Gemeinsam haben sie drei Töchter.

## Philon von Alexandria als zentraler Forschungsgegenstand
Philon war geprägt vom hellenistisch durchdrungenen Diasporajudentum des 1. Jahrhunderts. Er hatte vermutlich eine wichtige Position innerhalb der jüdischen Gemeinde von Alexandria inne und war Teilnehmer an einer Gesandtschaft nach Rom um das Jahr 38 bis 41 n. Chr. Wahrscheinlich war Philon, in mitleitender Funktion und Teil der jüdischen Gesandtschaft zu Kaiser Caligula, die griechische Seite wurde von Apion und Chaeremon von Alexandria geführt. Der Gesandtschaft ging es darum, im Konflikt über den Status der alexandrinischen Juden beim Kaiser zu vermitteln.
Hintergrund war die Zuspitzung der religiösen Auseinandersetzungen zwischen jüdischen  und polytheistisch, griechisch enkulturierten Alexandrinern. Unter der Anwesenheit des Aulus Avillius Flaccus, der von 32 n. Chr. bis kurz vor dem 20. Oktober 38 Präfekt von Ägypten, lateinisch Praefectus Aegypti und damit in der Regierungszeit des Gaius Caesar Augustus Germanicus (= Gaius Caligula) eskalierten die Ressentiments der griechischen Bevölkerung, die zu einem lokalen Pogrom an den jüdischen Bewohnern führten. Der durch die römische Administration eingesetzte Aulus Avillius Flaccus hatte bereits im Vorfeld Sanktionen einseitig nur gegen die jüdische Bevölkerung angeordnet und gab dieser die Hauptverantwortung an den Vorfällen, mit der Folge, dass die Juden in getrennte Wohnorte innerhalb der Stadt zwangsumgesiedelt wurden. Diese Zustände gaben Anlass zu einer Gesandtschaftsreise, an der Philon auf jüdischer Seite teilnahm und die er beschreibt. Noch vor der Audienz mit Caligula, der die aus Griechen und Juden bestehende Gesandtschaft versetzt hatte, traf im Jahre 40 aus Jerusalem die Nachrichten ein, dass der Kaiser die Umwandlung des jüdischen Tempels in ein Zentrum des Kaiserkults in Auftrag gegeben habe. Die Gespräche endeten ergebnislos, da vor einer Entscheidung Caligula im Januar 41 umgebracht wurde. Sein Nachfolger Claudius stellte die Rechtssicherheit der Juden in Alexandria wieder her.
Nach Niehoff waren die römischen Jahre aber auch Teil seines eigenen biographischen und geistigen Wendepunktes. War Philon in Alexandria intellektuell eng an die jüdische Gemeinde gebunden gewesen, der an den exegetische Deutungen des Tanach teilnahm, indem er Methoden der Homerexegese anwandte und textliche Probleme durch platonische Allegorien aufzulösen suchte („Kommentarliteratur“), trat er während seines Aufenthaltes in Rom in Beziehung  zur Welt der antiken römischen Philosophien, etwa der Stoa, die sich hier entfaltete und eine eigenständige Form angenommen hatte. Diese stoische Ethik und die textlich-stilistischen Produktionen der römischen Historiographie gaben Philon Impulse, die erzählerische jüdische Tradition völlig neu zu interpretieren („Geschichtsschreibung“). Zentral in Niehoffs Betrachtung des Œuvres Philons ist, in welcher Weise und Form findet stoisches Gedankengut, bedingt durch den Romaufenthalt, seinen textuellen Ausdruck und verdrängte oder überlagerte dessen platonisches Denken.
Dabei wendet Niehoff auch rekonstruktive Überlegungen an, etwa die, die zum Teil historischen Sachverhalte, hypothetisch mit den Mitteln des fiktionalen Erzählens der „tatsächliche Geschehnisse“ zu ergänzen. Etwa die hypothetische Annahme einer früheren Begegnung von Philon und Seneca in Alexandria.

## Homerisches Denken und jüdisch-alexandrinische Exegese
Niehoff unternimmt in ihren Monographien (2007/2011) den Versuch die jüdischen Interpretationen von Homer in der ptolemäischen Zeit in Alexandria und dem Tanach in eins zusetzen.
Sie konnte zeigen, dass die alexandrinischen Juden auf vielfältige Weise auf die im Museion von Alexandria entwickelten Interpretationen zu den beiden homerischen Epen, der Ilias und der Odyssee antworteten. Sie zeigt, dass jüdische Exegeten von der ptolemäischen Zeit an bis hin zu Philon, im Zusammenhang mit dem homerische Denken betrachtet werden müssen. In der frühen hellenistischen Welt nimmt Homer eine ähnliche Rolle ein wie die Propheten Israels.

## Auszeichnungen
Maren Niehoff ist zweifache Trägerin des „First Polonsky Prize for Creativity and Originality in the Humanistic Disciplines“ (2011 und 2019) sowie weiterer Auszeichnungen, etwa des „Jordan Schnitzer Prize (2nd Prize) of the Association for Jewish Studies 2019“. 2022 wurde Niehoff der Dr.-Leopold-Lucas-Preis zugesprochen. 2025 wurde sie Mitglied der Academia Europaea.

## Veröffentlichungen (Auswahl)
- The Figure of Joseph in Post-Biblical Jewish Literature. Brill, Leiden 1992, ISBN 90-04-09556-X (Dissertation).
- Zunz's Concept of Aggada as an Expression of Jewish Spirituality יחסו של צונץ אל האגדה. In: Tarbiz 1995, S. 423–459.
- Philo on Jewish Identity and Culture (= Texts and Studies in Ancient Judaism. Bd. 86). Mohr Siebeck, Tübingen 2001, ISBN 3-16-147611-5.
- The Symposium of Philo's Therapeutae: Displaying Jewish Identity in an increasingly Roman World. In: Greek, Roman and Byzantine Studies 50, 2010, S. 95–117 (Digitalisat).
- Jewish Exegesis and Homeric Scholarship in Alexandria. Cambridge University Press, Cambridge 2011, ISBN 1-107-00072-6
- Biographical Sketches in Genesis Rabbah. In: Raʿanan Boustan et al.: (Hrsg.): Envisioning Judaism. Studies in Honor of Peter Schäfer on the Occasion of His Seventieth Birthday. Mohr Siebeck, Tübingen 2013, Bd. 1, S. 265–286.
- Wie wird man ein Mediterraner Denker? Der Fall Philon von Alexandria. In: Richard Faber, Achim Lichtenberger (Hrsg.): Ein pluriverses Universum. Zivilisationen und Religionen im antiken Mittelmeerraum. Ferdinand Schöningh, Paderborn 2015, ISBN 3-657-78198-6, S. 353–367 (Digitalisat).
- Philo of Alexandria. An Intellectual Biography. New Haven, Yale University Press 2018, ISBN 978-0-300-17523-3 (deutsche Ausgabe Philon von Alexandria. Eine intellektuelle Biographie. Mohr Siebeck, Tübingen 2019, ISBN 978-3-16-156298-3).
- Biblical Women in Origen's Newly Discovered Homilies on Psalms Gendered Markers of Christian Identity in Late Antique Caesarea. In: Ephemerides Theologicae Lovanienses 96, 2020, S. 485–507 (Digitalisat).
- Eusebius as a Reader of Philo. Adamantius (2015), Vol. 21, S. 185–194
- Philo’s Role as a Platonist in Alexandria. Études platoniciennes, 7 (2010) 35–62 doi:10.4000/etudesplatoniciennes.623
- Homer visits Philo. In: Maren R. Niehoff, Ronit Meroz, Jonathan Garb (Hrsg.): And This is for Yehuda. Studies Presented to our Friend, Professor Yehuda Liebes, on the Occasion of his Sixty-Fifth Birthday.  Bialik Institute, Jerusalem, Mandel Institute of Jewish Studies, The Hebrew University of Jerusalem, Jerusalem 2012, ISBN 978-965-536-088-2, S. 39 f.

Herausgeberschaft
- (Hrsg.): Homer and the Bible in the Eyes of Ancient Interpreters. Brill, Leiden 2012, ISBN 978-90-04-22134-5.
- mit Reinhard Feldmeier (Hrsg.): Abrahams Aufbruch. Philon von Alexandria, De migratione Abrahami (= Scripta Antiquitatis Posterioris ad Ethicam Religionemque pertinentia 30). Mohr Siebeck, Tübingen 2017, ISBN 978-3-16-153819-3.
- mit Joshua Levinson (Hrsg.): Self, Self-Fashioning and Individuality in Late Antiquity. New Perspecives. Mohr Siebeck, Tübingen 2019, ISBN 978-3-16-158990-4.
- mit Francesco Zanella (Hrsg.): Das frühe Reallexikon für Antike und Christentum (RAC) und der Nationalsozialismus. Brill Schöningh, Paderborn 2025, ISBN 978-3-506-79029-3.